# Диплокаулус
Диплока́улус (лат. Diplocaulus) — вимерлий рід тонкохребцевих амфібій, що жив у пермському періоді на території Північної Америки. Належить до ряду нектридій (Nectridea). Входить в родину Diplocaulidae (Keraterpetontidae). Це один з найбільших представників лепоспондильних амфібій, з характерним трикутним черепом.
Диплокаулуси нагадували саламандр з кремезним, досить великим тілом, сягаючи до 1 метра завдовжки. Їхньою найхарактернішою рисою були довгі виступи з боків черепа, що надавали голові форми бумеранга.

## Історія досліджень

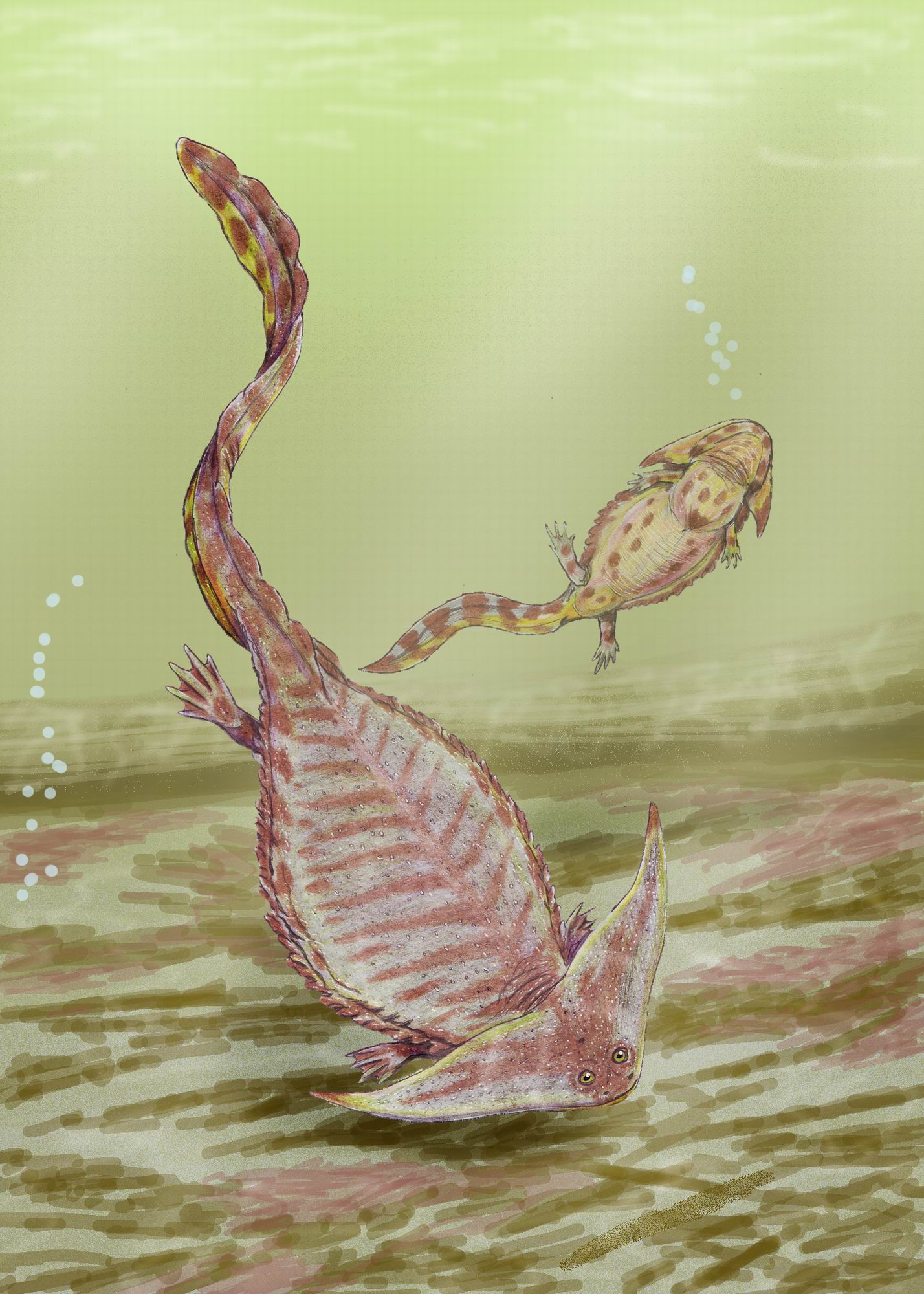
Диплокаулуси з фауни Вале (кінець раннього перму) в Техасі

### Знахідки скам'янілостей
Вперше скам'янілості диплокаулуса було знайдено в 1877 році в Іллінойсі біля Данвіля геологами Вільямом Гарлі та Дж. С. Вінслоу. Вони виявили хребці, які Едвард Коп описав того ж року як Diplocaulus salamandroides та зауважив їхню подібність із хребцями саламандри. Також було знайдено череп, але Коп з огляду на великі розміри знахідки, вирішив, що череп належав іншій амфібії на кшталт ериопса. Менший D. magnicornis був знайдений у 1882 в Техасі та є найкраще дослідженим представником роду. Коп визначив тварину як рогату амфібію-батрахію.
D. brevirostris був схожий на D. magnicornis, представлений невеликою кількістю останків, виявлених у геологічній формації Арройо, вперше — у 1951 році. Цей вид відрізняється від D. magnicornis значно коротшою та тупішою мордою порівняно з довжиною черепа в цілому. Крім того, «роги» були довші, тім'яна частина випукла, а задній край черепа вираженіше та плавніше вигнутий. Усі відомі зразки D. brevirostris явно дорослі, про що свідчить орнамент черепа, довгі «роги» та великі розміри. Вид D. recurvatus, останки якого виявлені в 1952 році, частково співіснував поряд з ним. Еверетт Олсон висунув гіпотезу про те, що D. recurvatus, можливо, походить від ранніх D. magnicornis. D. recurvatus відрізняється від D. magnicornis загнутими загостреними кінчиками рогів.
D. minimus — вид, відомий із формації Ікакерн у Марокко, знайдений у 1988 році. Він мав незвично асиметричний череп, лівий ріг був довгим і звужувався, а правий значно коротшим і округлішим. Ця особливість наявна в декількох черепів, що належать до цього виду, тому дуже малоймовірно, що це наслідки пошкодження останків чи прижиттєвого спотворення. Деякі дослідження припускають, що Diplocaulus не є справжнім монофілетичним родом, або Diploceraspis — молодший синонім роду, або що D. minimus представляє окремий рід.

## Палеобіологія

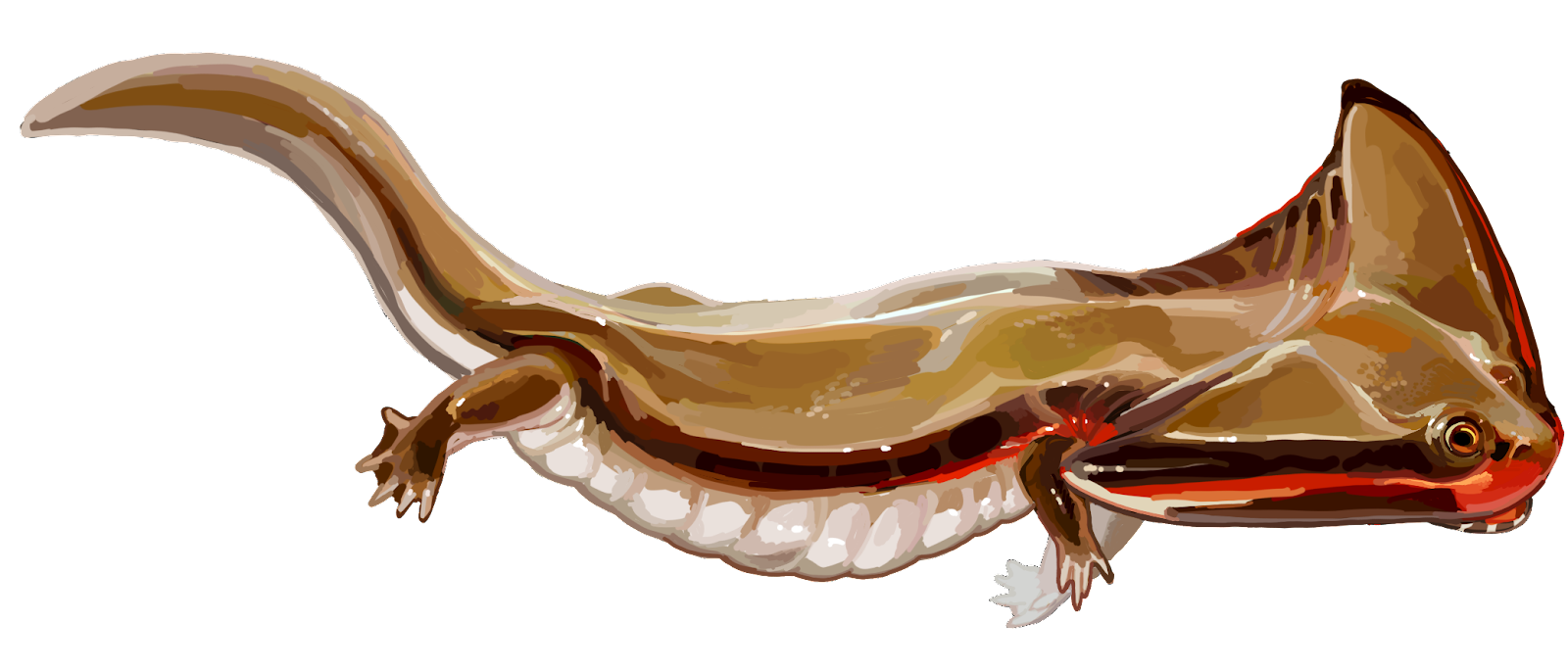
Художня реконструкція D. magnicornis з помірними шкірними складками за рогами

### Призначення «рогів»
Семюел Віллістон у 1909 році припустив, що «роги» диплокаулусів захищали зовнішні зябра, але в 1911 році Ермін Кейс зазначив, що цій гіпотезі бракує доказів. Інша гіпотеза Германа Дауттітта, опублікована у 1917 році, стверджувала, що «роги» слугували противагою для важкої передньої частини голови.
У 1951 році Еверетт Олсон припустив, що «роги» могли підтримувати складки шкіри, котрі допомагали при плаванні чи стрибанні. Однак він визнав, що це лише здогадка, враховуючи відсутність слідів м'яких тканин. Він також запропонував інші можливі функції, такі як використання широкої голови як захисту від хижаків або для переживання посухи. Джеймс Бірбовер, описуючи в 1963 році рід Diploceraspis, який був близьким родичем Diplocaulus, припустив, що «роги» брали участь у диханні, підтримуючи вертикальні мішечки, що захищали зовнішні або внутрішні зябра.

### Підіймальна сила
Нова гіпотеза щодо функції рогів була представлена південноафриканським палеонтологом Артуром Круікшенком та гідродинаміком Б. В. Ск'юзом у статті 1980 року. Вони припустили, що пластинчасті «роги» діють як підводне крило, дозволяючи тварині легше контролювати те, як вода тече над її головою. У процесі дослідження Круікшенк та Ск'юз розробили повнорозмірний макет голови та частини тіла диплокаулуса, виготовлений з бальзового дерева та ліпної глини. Модель помістили в аеродинамічну трубу і піддали декільком випробуванням для визначення лобового опору, підйомної сили та інших навантажень, яких зазнає голова в різних ситуаціях.
Результати показали, що «роги» створювали значну підйомну силу, яка дозволила б тварині досить швидко і легко підійматися у товщі води річки або струмка. Підіймальна сила була присутня, коли голова була паралельна потоку води (змодельованого повітрям), причому підйомна сила збільшувалася при більшому куті атаки (кут над горизонталлю) і зменшувалася лише тоді, коли голова досягала високого кута у 22°. Момент підйому і крену були мінімізовані на рівні 1,5 градуса нижче горизонталі, що, можливо, є природним кутом спокою голови тварини.

## У масовій культурі
- Покемон дріпі та його еволюції з VIII покоління, як драгапульт, схоже є поєднанням образу диплокаулуса та стріли або стелс-літака[13][14]. Окрім цього драконячий тип цього покемона може бути відсиланням до земноводних протеїв, що вважалися «нащадками драконів» у Середньовіччі[15].
- Диплокаулуси зображені у відеогрі Ark: Survival Evolved[16].
- У 2004 році в інтернеті поширилося фото амфібії з бумерангоподібною головою, спійманої в тазик. Професор Мальтійського університету Патрік Шембрі впізнав істоту саме як диплокаулуса, втім висловив здогад, що це фальшивка. Насправді це була скульптура з гіпсу та смоли, виконана в 1992 році японським митцем для конкурсу моделей[17][18]. У 2015 році японський митець Ґоро Фурата створив реалістичну скульптуру диплокаулуса, яку помістив у воду. Багато користувачів соцмереж сприйняли фото з нею за знімок справжньої тварини[19].